# Alpi della Gurktal
Le Alpi della Gurktal (in tedesco Gurktaler Alpen oppure Nockberge) sono una sottosezione delle Alpi di Stiria e Carinzia. La vetta più alta è l'Eisenhut che raggiunge i 2.441 m s.l.m.
Si trovano in Austria, principalmente in Carinzia, nel Salisburghese e nella Stiria.
Il fiume Gurk nasce all'interno del massiccio e lo percorre in direzione est. La Gurktal è la valle scavata dal fiume.

## Classificazione

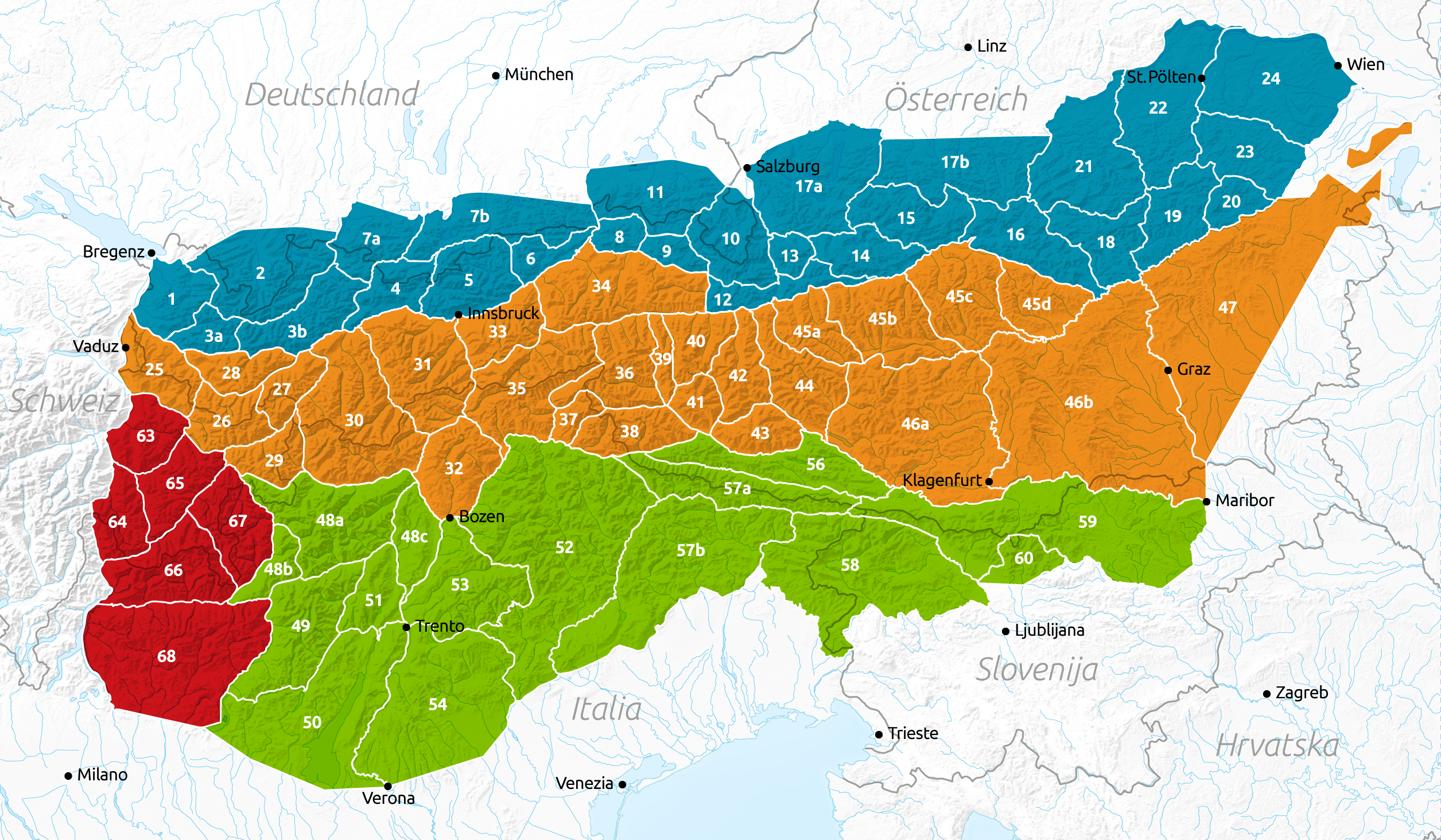
Le Alpi della Gurktal secondo l'AVE sono individuate dal numero 46a.

Secondo la SOIUSA sono una sottosezione alpina con la seguente classificazione:
- Grande parte = Alpi Orientali
- Grande settore = Alpi Centro-orientali
- Sezione = Alpi di Stiria e Carinzia
- Sottosezione = Alpi della Gurktal
- Codice = II/A-19.I

Secondo l'AVE costituiscono il gruppo n. 46a di 75 nelle Alpi Orientali.

## Delimitazioni
Confinano:
- a nord con i Tauri di Radstadt (per un breve tratto), con i Tauri di Schladming e di Murau e con i Tauri di Wölz e di Rottenmann (nelle Alpi dei Tauri orientali) e separate dal corso del fiume Mura;
- ad est con le Alpi della Lavanttal (nella stessa sezione alpina) e separate dal Neumarkter Sattel;
- a sud si stemperano nella piana di Klagenfurt;
- a sud-ovest con le Alpi della Gail (nelle Alpi Carniche e della Gail) e separate dal corso del fiume Drava;
- ad ovest con gli Alti Tauri (nelle Alpi dei Tauri occidentali) e separate dal Katschbergpaß.

## Suddivisione
Le Alpi della Gurktal si suddividono, secondo la SOIUSA, in cinque supergruppi e quattordici gruppi:
- Catena Kilnprein-Rosennock-Eisenhut (A)[3]
  - Gruppo dello Schwarzwand (A.1)
    - Costiera dello Schwarzwand (A.1.a)
    - Schwarzenberg (A.1.b)

  - Gruppo Kilnprein-Hohe Pressing (A.2)
    - Costiera del Kilnprein (A.2.a)
    - Costiera Hohe Pressing-Königstuhl (A.2.b)

  - Gruppo Rosennock-Plattnock (A.3)
    - Costiera del Rosennock (A.3.a)
    - Costiera del Plattnock (A.3.b)

  - Gruppo Eisenhut-Wintertaler Nock (A.4)
- Catena Prankerhöhe-Grebenzen (B)[4]
  - Gruppo del Prankerhöhe (B.5)
  - Gruppo del Grebenzen (B.6)
  - Gruppo Dorferecken-Mödringberg (B.7)
- Catena Wöllaner Nock-Mirnock (C)
  - Gruppo del Wöllaner Nock (C.8)
  - Gruppo Mirnock-Palnock (C.9)
  - Spittaler Rücken (C.10)
- Catena Kruckenspitze-Hockeck (D)[5]
  - Gruppo del Kruckenspitze (D.11)
  - Gruppo Hockeck-Schneebauer-Homberg (D.12)
    - Costiera Homberg-Freithofer Berg (D.12.a)
    - Costiera Hockeck-Schneebauer (D.12.b)
- Montagne di Klagenfurt (E)
  - Monti del Worthersee (E.13)
  - Monti della Glantal (E.14)

## Vette

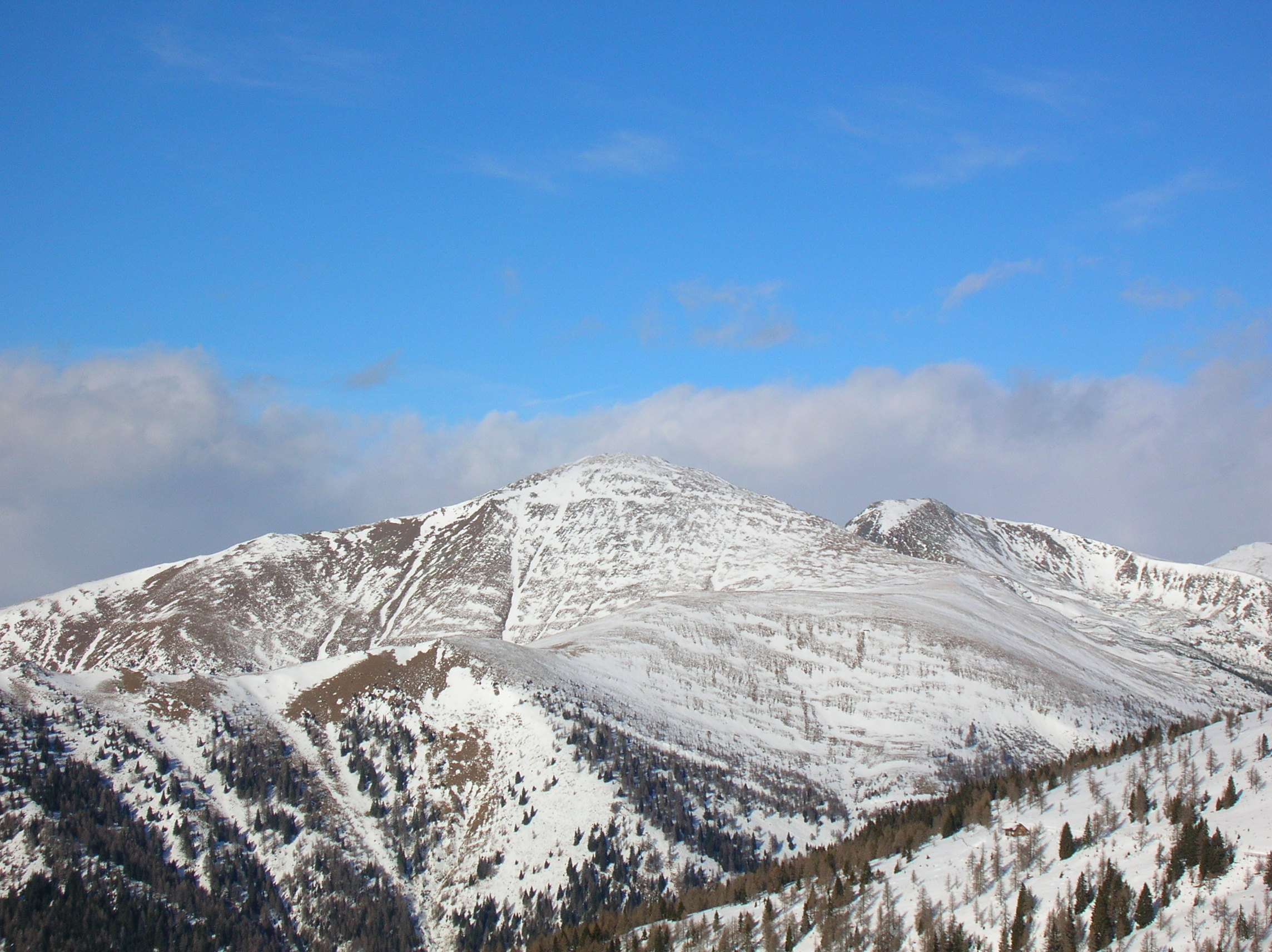
Il Großer Rosennock

Le vette principali sono:
- Eisenhut, 2441 m
- Großer Rosennock, 2440 m
- Kilnprein, 2408 m
- Hohe Pressing, 2370 m
- Grosse Königstuhl, 2336 m
- Rinsennock, 2334 m
- Klomnock, 2331 m
- Brettkogel, 2320 m
- Plattnock, 2316 m
- Falkerspitze, 2310 m
- Moschelitzen, 2310 m
- Kleine Königstuhl, 2234 m
- Mallnock, 2226 m
- Würflingerhohe, 2195 m
- Pranker Höhe, 2166 m
- Wöllaner Nock, 2145 m
- Mirnock, 2110 m
- Millstätter Alpe, 2091 m
- Hirchstein, 2047 m